# Сан-Пабло (кантон)
Сан-Пабло (исп. San Pablo) — кантон в провинции Эредия Коста-Рики.

## География
Находится на юге провинции. Административный центр — Сан-Пабло.

## Округа
Кантон разделён на 2 округа:
1. Сан-Пабло
2. Ринкон-де-Сабанилья